# Myurella mactanensis
Myurella mactanensis é uma espécie de gastrópode do gênero Myurella, pertencente a família Terebridae.